# يوري لوجكوف
يوري لوجكوف (بالروسية: Юрий Михайлович Лужков) هو عمدة مدينة موسكو الثاني منذ 6 يونيو عام 1992 حتى 28 سبتمبر سنة 2010.

## السيرة
ولد في 21 سبتبر/ايلول عام 1936 في عائلة عامل نجار. وتخرج من معهد غوبكين للكيمياء والنفط والغاز بتخصص الهندسة الميكانيكية. وشارك في استصلاح الأراضي البكر في كازاخستان في منتصف الخمسينات من القرن الماضي حينما كان طالبا في المعهد. عمل لوجكوف باحثا في أحد معاهد موسكو للبحوث العلمية. وشارك في الدراسات العلمية الخاصة بانظمة التحكم الموتمتة لدى وزارة الصناعات الخفيفة. عين عام 1980 مديرا عاما لمؤسسة «نيفتيخيم اوتوماتيكا» الانتاجية العلمية التي تخصصت في تصنيع المعدات لصناعة النفط الروسية. فترقى سريعا في سلم الوظائف وذلك بفضل عضويته في الحزب الشيوعي قبل حظره عام 1991. وتم انتخابه نائبا في هيئات السلطة التشريعية للاتحاد السوفيتي على شتى المستويات.
في عام 1986 تولى لوجكوف رئاسة شعبة الصناعة الكيميائية في وزارة الصناعة الكيميائية. ثم تم تعيينه نائبا لرئيس اللجنة التنفيذية في مجلس سوفيت موسكو (بلدية موسكو في الوقت الحاضر)، وذلك بمبادرة من بوريس يلتسين سكرتير لجنة الحزب الشيوعي في موسكو آنذاك، ثم تولى عام 1992 رئاسة بلدية موسكو. وتم انتخابه 4 مرات لهذا المنصب اعوام 1996 و1999 و2003 و2007.
وقف لوجكوف عام 1993 إلى جانب الرئيس بوريس يلتسين وقت حل مجلس السوفيت الأعلى في روسيا. وبامر من لوجكوف تم قطع الكهرباء والخدمات الضرورية الأخرى عن مبنى البرلمان
ترأس لوجكوف وبريماكوف عام 1999 حزب «اوتيتشيستفو» (الوطن) الذي مارس النقد تجاه سياسة بوريس يلتسين، وطالب باستقالته في اسرع وقت. وشكل هذا الحزب نواة لحزب جديد وهو حزب «روسيا الموحدة» الذي يشارك لوجكوف في رئاسته ويترأس في الوقت الحاضر المجلس الأعلى له إلى جانب رؤساء آخرين. يعد لوجكوف عضوا في مجلس الدولة لدى رئيس روسيا ويمثل روسيا في جمعية الاقاليم لدى مؤتمر السلطات الإقليمية والمحلية في أوروبا.

## الإقالة
وقع الرئيس الروسي دميتري مدفيديف يوم 28 سبتمبر/أيلول عام 2010 مرسوما باقالة يوري لوجكوف. وقال المكتب الصحفي للكرملين ان المرسوم الرئاسي يقضي بـ«اقالة لوجكوف من منصب عمدة موسكو بسبب فقدانه ثقة رئيس روسيا الفيدرالية».

## فترة حكم لوجكوف
توسعت موسكو بصفتها مركزا اقتصاديا هاما في روسيا خلال حكم لوجكوف.تتصف فترة حكمه بالنهوض الملموس بمعظم المواصفات المعيشية لاهالي موسكو والمكافآت الاضافية لفئات السكان غير المحمية اجتماعيا والمنتسبين الحكوميين.
شهدت موسكو اثناء فترة إدارة لوجكوف إعادة بناء وترميم بعض المراكز الثقافية والدينية، ومنها كاتدرائية المسيح المخلص في وسط موسكو وحديقة وعزبة «تساريسينو» ومركز «غوستيني دفور» (دار الضيافة). هذا وقد اثارت سياسة حكومة موسكو في مجال الإنشاء احتجاجات لدى الرأي العام في المدينة بسبب مسح ما يربو على 700 بناية لها قيمة تاريخية وثقافية من وجه موسكو لتحل متاجر محلها. كما يتعرض لوجكوف للنقد اللاذع بسبب بدء إنشاء ناطحات السحاب «موسكو سيتي» في وسط موسكو. ثمة نقد شخصي يتعرض له لوجكوف بسبب شركة "انتيكو" التي تمتلكها زوجته يلينا باتورينا التي احتكترت صنع مواد البناء في موسكو والمناطق المجاورة لها وحصلت بسببها على أرباح هائلة. كما انتقد لوجلوف لعجزه عن حل مشكلة المرور في موسكو.

## الوصلات الخارجية
- يوري لوجكوف على موقع IMDb (الإنجليزية)
- يوري لوجكوف على موقع الموسوعة البريطانية (الإنجليزية)
- يوري لوجكوف على موقع مونزينجر (الألمانية)
- يوري لوجكوف على موقع قاعدة بيانات برودواي على الإنترنت (الإنجليزية)
- يوري لوجكوف على موقع إن إن دي بي (الإنجليزية)
- يوري لوجكوف على موقع قاعدة بيانات الفيلم (الإنجليزية)
- يوري لوجكوف على موقع كينوبويسك (الروسية)
- يوري لوجكوف على موقع أوليمبيديا (الإنجليزية)
- مدفيديف يقيل لوجكوف عمدة موسكو بسبب «فقدانه ثقة رئيس الدولة»
- لوجكوف يهوي من موقعه على رأس بلدية موسكو euronews